# Olivenöl
Olivenöl, auch Baumöl (von mittelhochdeutsch boumöl) genannt, ist ein Pflanzenöl aus dem Fruchtfleisch und aus dem Kern von Oliven, den Früchten des Ölbaums. Es wird seit mindestens 8000 Jahren, ausgehend vom östlichen Mittelmeerraum, hergestellt.

## Eigenschaften

### Zusammensetzung

Allgemeine chemische Struktur von Ölen, wie Olivenöl. Darin sind R^{1}, R^{2} und R^{3} Alkylreste (ca. 20 %) oder Alkenylreste (ca. 80 %) mit einer meist ungeraden Anzahl von Kohlenstoffatomen.

Olivenöl besteht, wie alle Pflanzenöle, hauptsächlich aus an Glycerin gebundenen Fettsäuren (Triglyceriden). Im Olivenöl findet man 55–83 % Ölsäure, 7–20 % Palmitinsäure, 3–21 % Linolsäure, 0–5 % Stearinsäure und 0–4 % Palmitoleinsäure. Der unverseifbare Anteil liegt zwischen 0,5 und 1,3 %; davon entfallen 0,15–0,37 % auf Phytosterine, 0,1–0,7 % auf Squalen und 0–10 ppm auf Chlorophyll. Es enthält auch geringe Mengen an Phospholipiden, Carotinoiden, α-Tocopherol und etwa 300 IE Provitamin A. Naturbelassenes Olivenöl enthält Oleocanthal und Oleoropein – zwei Antioxidantien, denen einige Gesundheitsvorteile zugeschrieben werden.
Olivenöl ist keine bedeutende Quelle von Omega-3-Fettsäuren oder mehrfach ungesättigten Fettsäuren (durchschnittlich 9 % Anteil an mehrfach ungesättigten Fettsäuren).
Aromakomponenten:
Olivenöle enthalten zahlreiche aromaprägende Substanzen. Dazu zählen verschiedene Aldehyde, Terpene, Alkohole und Ester. Die Bestimmung dieser Komponenten kann durch Kopplung chromatographischer Verfahren mit der Massenspektrometrie und der Dampfraumanalyse erfolgen. Auch flüchtige Thiole konnten so identifiziert werden. Olfaktorische Untersuchungen werden ergänzend herangezogen. Die Untersuchung der Aromakomponenten wird auch zur Qualitätssicherung und -kontrolle eingesetzt.

### Allgemeine Eigenschaften
Die Farbtöne eines Olivenöles können von grün-bräunlich bis hellgelb variieren, abhängig von den in den Oliven enthaltenen Substanzen und vom Reifezustand. Bei grünem Olivenöl herrscht das Chlorophyll (mit bis zu 10 ppm) vor, beim goldgelben Carotine. In manchen Regionen (Münster, Elsaß) wurde das Olivenöl früher als „weißes Baumöl“ (im Gegensatz zum „grünen Baumöl“, womit wohl Nuss- oder Bucheckernöl gemeint war) bezeichnet. Die Farbe hat keinen Einfluss auf die Qualität eines Öles. Im ungefilterten Zustand kann das Öl auch trüb sein. Durch die enthaltenen Chlorophylle fluoresziert Olivenöl rot bei Bestrahlung mit UV-Licht.
Das Öl hat eine Dichte von 0,914 bis 0,919 g/cm³ und schmilzt oder erstarrt bei −5 bis −9 °C. Es ist leicht löslich in Dichlormethan, schwer löslich in Ethanol und nicht löslich in Wasser.
Natives Olivenöl ist – anders als die meisten anderen Pflanzenöle, die durch Raffinierung hergestellt werden – ein reines Naturprodukt. Olivenöl setzt sich aus 77 % einfach ungesättigten, 9 % mehrfach ungesättigten und 14 % gesättigten Fettsäuren zusammen. Das Verhältnis mehrfach ungesättigter zu gesättigten Fettsäuren (P/S-Quotient) liegt beim Olivenöl deutlich unter dem empfohlenen Wert von 1,0.

### Sorten
Die Zahl der Olivensorten im Mittelmeerraum dürfte bei etwa tausend liegen, doch sind bei weitem nicht alle für die Ölproduktion geeignet, viele dienen darin nur kleinsten, lokalen Märkten oder dem Eigenbedarf. Zur Verwirrung trägt bei, dass viele Sorten unter verschiedenen Namen bekannt sind, je nach Region, manchmal sogar je nach Verarbeiter. Die Zahl der Sorten, die für Olivenöl geeignet sind, wird mit insgesamt 860 angegeben. Das 2014 erschienene The Extra-Virgin Olive Oil Handbook kennt etwa 2000 Olivensorten. Nach diesem Überblickswerk sind allein in Italien 538 Sorten bekannt, in Spanien 262, in der Türkei 80, in Syrien 75, in Griechenland 52, in Tunesien 44, in Algerien 36, in Portugal 24, in Marokko 6. Die Gesamtzahl der Bäume wird auf 850 Millionen geschätzt, sie wachsen auf 8,7 Millionen ha Land.

## Geschichte
Die Geschichte des Olivenöls umfasst die Entwicklung der Nutzung des Olivenbaums, von der Urgeschichte bis zur Gegenwart. Es ist vermutlich der Menschheit bekannt, seit im östlichen Mittelmeer vor ca. 6000 Jahren die Menschen begannen, Oliven zu sammeln und zu pressen. Eine kulturelle Bedeutung gewinnt das Olivenöl in der griechischen Antike.

## Herstellungsmethoden

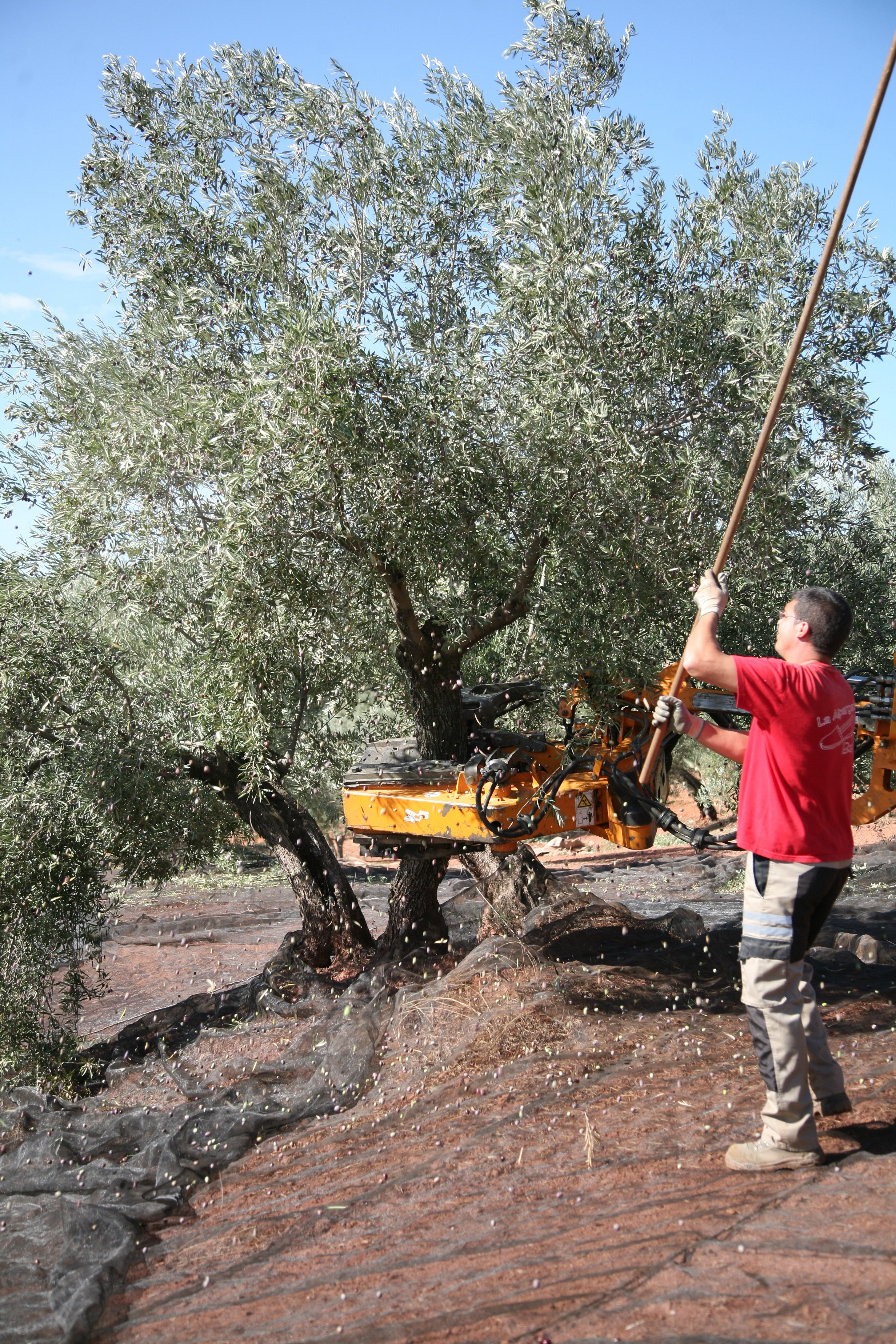
Olivenernte

Ein Olivenbaum trägt abhängig von physiologischen Gegebenheiten (Alternanz), Wetter, Wasserangebot, Alter und Größe bis zu 300 kg Oliven. Im langjährigen Durchschnitt kann mit einem Ertrag zwischen 20 und 30 kg Oliven gerechnet werden. Für die Produktion von Olivenöl gilt, dass fünf Kilogramm Oliven bis zu einem Liter Öl ergeben.
Die Erntezeit beginnt, wenn die Oliven ihre Farbe von grün zu rot-violetten Tönen wechseln. Werden die Früchte zu einem späteren Zeitpunkt geerntet, erhöht sich die Menge der zu erzielenden Ausbeute. Die Qualität des Öles wird maßgeblich durch den Erntezeitpunkt beeinflusst.
Grundsätzlich wird zwischen der manuellen und der mechanisierten Ernte unterschieden. Die manuelle Ernte ist sehr zeit- und personalintensiv und stellt somit einen wesentlichen Kostenfaktor bei der Produktion eines Olivenöles dar. Bei dieser traditionellen Methode werden unter den Bäumen Netze ausgebreitet und die Oliven durch sachte Stockschläge, Einsatz von Kämmen etc. von den Zweigen getrennt. Noch aufwändiger ist das Abpflücken per Hand, was hauptsächlich von kleinen Betrieben praktiziert wird, die das Lesegut nicht beschädigen und sorgfältig selektieren wollen, um sehr hochwertige Öle zu erzeugen. Die mechanisierte Ernte geschieht durch Rüttelmaschinen, die jedoch nur in Olivenhainen eingesetzt werden können, die durch ihre topografische Lage, Baumdichte und Baumschnitt für diesen Einsatz geeignet sind.
Bei nächtlichen Ernten mit Großmaschinen und Scheinwerfern in Spanien könnten massenhaft Vögel sterben; dort wurde die Nachternte mit Hightech-Saugrobotern gestoppt. Italien und Frankreich sind offenbar kaum betroffen.
Ernte und Verarbeitung sollen möglichst am selben Tag geschehen, eine Zeitdifferenz von vier Stunden gilt als optimal.
In der Ölmühle werden die Oliven gewaschen, mitsamt dem Kern zerkleinert und schließlich durch Pressung oder Zentrifugation der Saft aus den Früchten gewonnen.
Die Gewinnung von Olivenöl kann im Chargenbetrieb (traditionelles Verfahren) oder im kontinuierlichen Betrieb (modernes Verfahren) erfolgen. Letzteres setzt sich in Europa aus Wirtschaftlichkeits- und Qualitätsgründen immer weiter durch.
Aus den anfallenden Pressrückständen (Trester) aus Presse oder Zentrifuge lässt sich durch physikalische Extraktion mit Lösungsmitteln das verbliebene Restöl gewinnen. Um dieses Tresteröl verkehrsfähig zu machen, wird es „rektifiziert“ und mit nativem Olivenöl vermischt. Die Verkehrsbezeichnung für dieses Produkt lautet Oliventresteröl (vgl. Tabelle im Abschnitt Qualität).

### Chargenbetrieb (traditionelles Verfahren)

#### Pressung
Die Oliven werden auf dem Boden der Ölmühle verteilt, wo sie durch motorbetriebene, kegelförmige Walzen zerkleinert werden. Die Dauer des Mahlprozesses richtet sich nach der Menge an Oliven einer Partie. Traditionell wird mit großen Mühlsteinen (Kollergang) gemahlen, wodurch sich das Pressgut kaum erwärmt. Die so erzeugte Masse wird zwischen Ölpresskörbe (Matten) geschichtet, die übereinander gelagert und dann gepresst werden. Durch diesen Vorgang wird eine Flüssigkeit gewonnen, die aus einem Gemisch aus Öl und Wasser besteht. Man lässt diese ruhen, bis sich die Öl- und Wasserphase in zwei Schichten getrennt haben.

#### Tropföl
Wird die Olivenpaste auf Matten aufgebracht und diese zu Türmen aufgeschichtet, wird das erste Öl schon durch das Eigengewicht der aufgeschichteten Matten herausgepresst. Dieses Öl wird Tropföl und auf Spanisch Flor de Aceite (‚Blume des Öls‘) genannt. Dabei handelt es sich nicht um eine geschützte Güteklassifizierung, sondern um eine traditionelle Verfahrensweise, die in dem Ruf steht, durch die vergleichsweise geringe mechanische Einwirkung ein besonders wertvolles Öl hervorzubringen. Der Herstellungsprozess von Tropföl entspricht allerdings nicht den Anforderungen einer modernen Olivenölproduktion. Allein der lange Sauerstoffkontakt des Olivenbreis, die dieser Prozess – im Gegensatz zu einer im geschlossenen System ablaufenden kontinuierlichen Produktion – bedingt, ist für die Qualität des Endprodukts nicht förderlich.

### Kontinuierlicher Betrieb (modernes Verfahren)

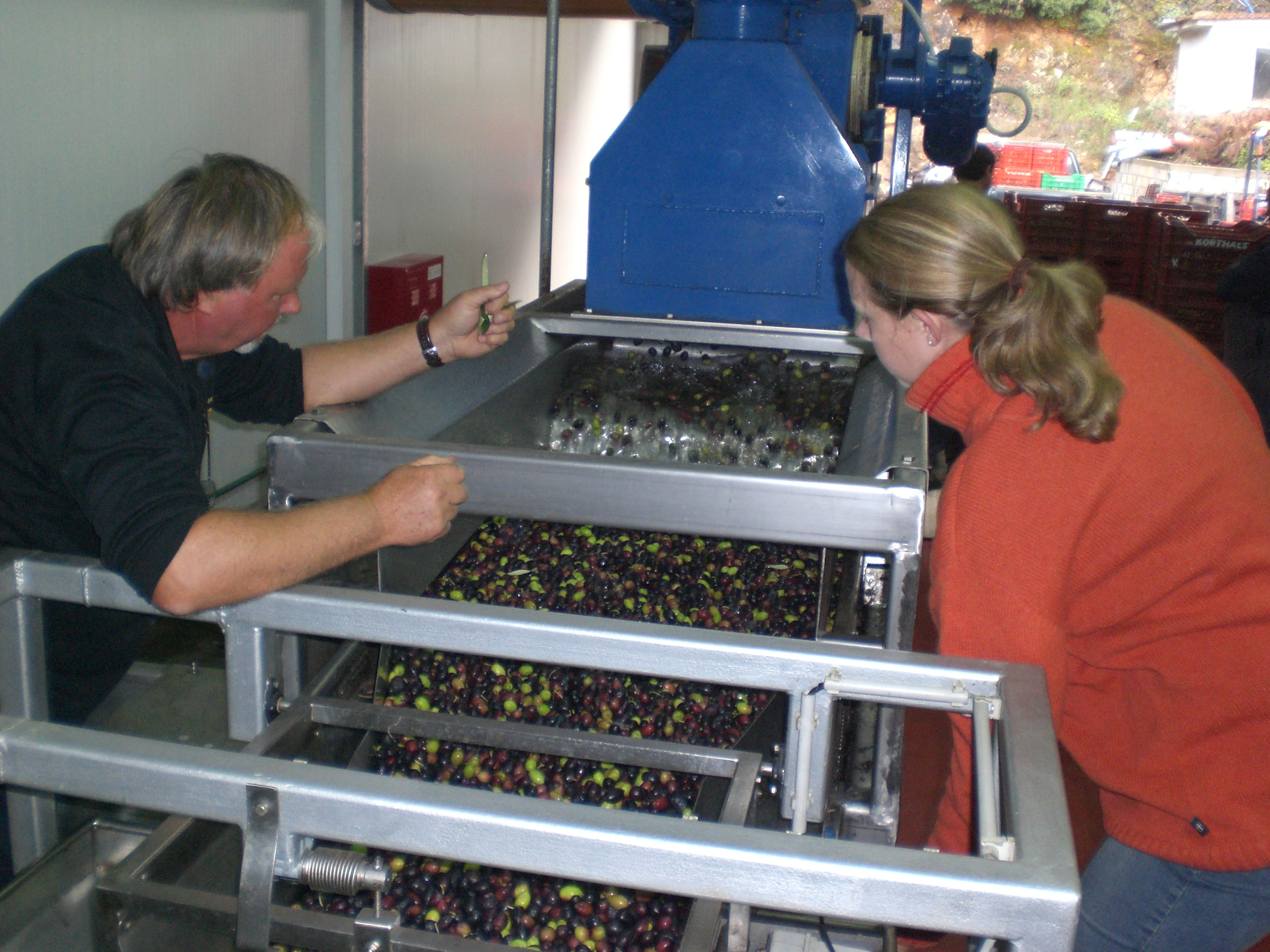
Waschen der Oliven (auf Thasos)

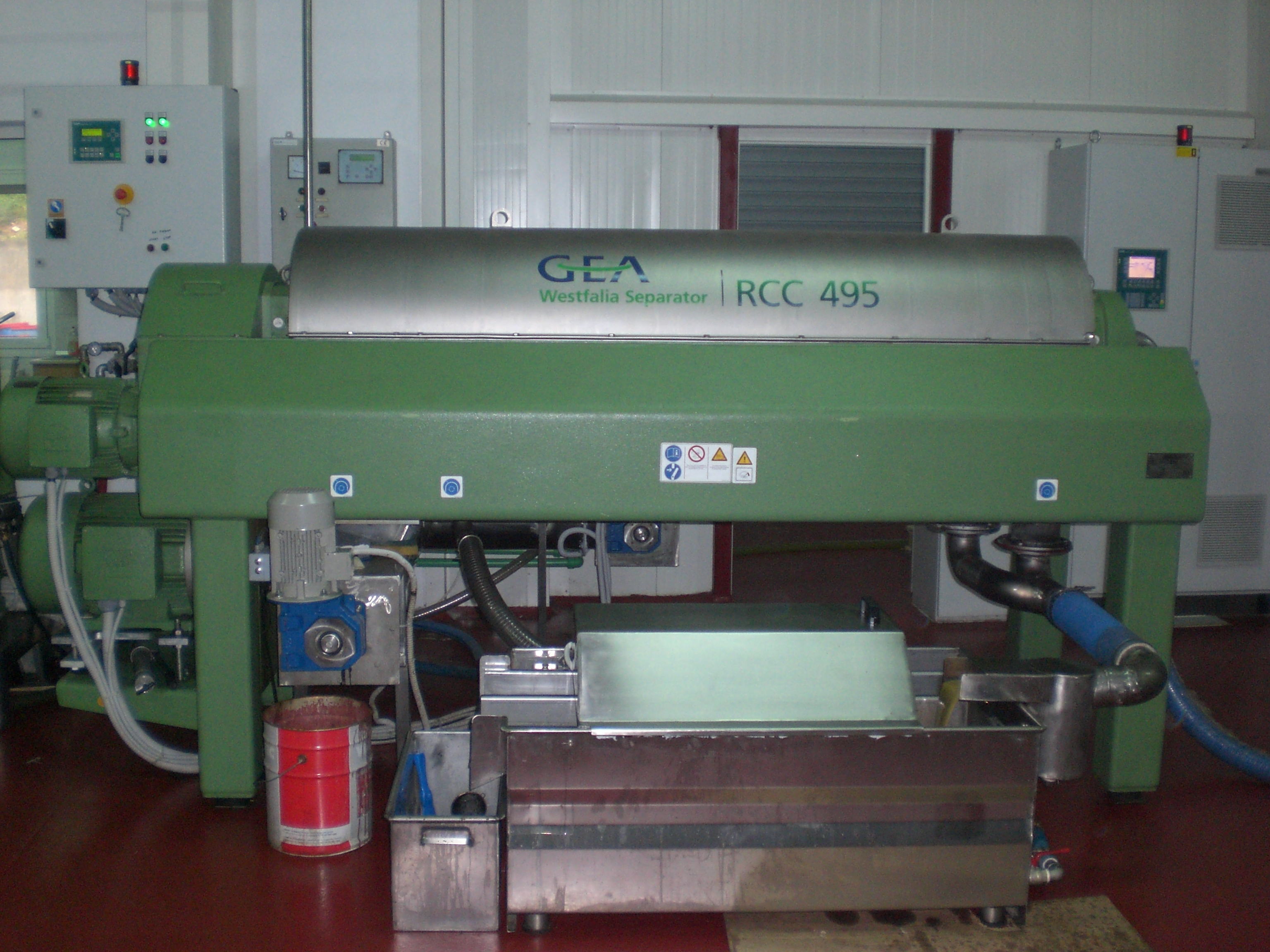
Trennung des Olivenöls (auf Thasos)

Im kontinuierlichen Verfahren durchlaufen die Oliven folgende Schritte: Zunächst werden Fremdkörper, insbesondere Blätter entfernt und die Früchte anschließend im Wasserbad gewaschen. In einer Hammermühle, einem Mahl- oder einem Schneidwerk werden die Oliven anschließend zerkleinert. Die entstandene breiige Masse wird in der Folge in einem Knetwerk gerührt, damit sich die in ihr verteilten feinen Öltröpfchen zusammenschließen. Über eine Zentrifuge (Decanter) werden schließlich die Feststoffe, die wässrige Phase und das Öl voneinander getrennt. Zur besseren Extraktion wird dem Brei vielfach Wasser hinzugefügt. In der Produktion von qualitativ hochwertigen Olivenölen wird auf diese Zugabe möglichst verzichtet, zumal moderne Decanter weitgehend ohne Wasserzugabe arbeiten.
Das frisch gepresste Öl enthält noch alle Trubstoffe (Schwebstoffe) und wird entweder sofort abgefüllt und dann als „ungefiltertes“ oder „naturtrübes“ Öl bezeichnet oder über eine Zeit von mehreren Wochen gelagert, damit sich die enthaltenen Schwebstoffe absetzen können und anschließend dekantiert und abgefüllt. Beide Verfahren entsprechen nicht dem Stand der Technik und sind für höchste Qualitätsansprüche ungeeignet. Die im frisch gepressten Öl enthaltenen Trubstoffe schädigen das Öl, so dass dieses an Qualität verliert. Nur die sofort nach der Pressung erfolgte Filterung gewährt eine hohe Qualität über einen längeren Zeitraum hinweg.

### Herstellungsmethoden und Qualität
Die Herstellungsmethode ist ein wesentlicher Faktor für die Qualität des Endproduktes. Die EG-Verordnung NR. 1513/2001 definiert natives Olivenöl als „Öle, die aus der Frucht des Olivenbaumes ausschließlich durch mechanische oder sonstige physikalische Verfahren unter Bedingungen, die nicht zu einer Verschlechterung des Öls führen, gewonnen wurden.“ Ziel ist es, das Olivenöl als Saft der Olive möglichst naturbelassen zu erhalten und nicht durch die Herstellungsmethode zu verfälschen oder negativ zu beeinflussen.
Das Öl der Olive dient eigentlich dem Zweck, die aus dem Kern entstehende neue Pflanze zu ernähren. Da Pflanzen das nicht wasserlösliche Öl nicht aufnehmen können, muss dieses vor dem Entstehen des neuen Setzlings auf natürliche Weise wieder zersetzt werden. Dieser Prozess beginnt bei der Vollreife der Frucht durch enzymatische Prozesse, die durch Sauerstoffkontakt stark beschleunigt werden. Der optimale Erntezeitpunkt – gekennzeichnet durch niedrige enzymatische Tätigkeit und niedrigen Zuckergehalt innerhalb der Früchte – kann durch chemische Analysen bestimmt werden. Vereinfacht geht man davon aus, dass zu dieser Zeit die Oliven ihre Farbe von grün zu dunkleren Tönen wechseln. Für die Produktion von qualitativ hochwertigen Ölen ist es eine notwendige Voraussetzung, gesunde Früchte in optimalem Reifezustand zu verarbeiten.
Die Temperatur während des Produktionsprozesses ist ein weiterer qualitätsbestimmender Faktor. Für die Extraktion des Öles ist eine Temperatursteuerung notwendig. Je kühler die Temperatur, desto mehr Öl bleibt in den Öltrestern zurück. Unter 20 °C geht die Ausbeute merklich zurück, wird der Olivenbrei hingegen zu stark erwärmt (über 32 °C), verliert das so gewonnene Öl seine organoleptischen Qualitäten. Olivenöl, das als kaltgepresst oder kaltextrahiert deklariert wird, darf während der Produktion nicht wärmer als 27 °C werden. Die moderne Herstellungsmethode bietet zahlreiche Vorteile, um die Qualität eines Olivenöls während der Produktion zu erhalten:
- Der gesamte Prozess kann in einer modernen Mühle temperaturgesteuert werden.
- Das Zerkleinern der Oliven geschieht heute idealerweise durch Zerschneiden der Früchte. Durch das Zermahlen mit traditionellen Mühlsteinen ist eine Kontrolle der Mahldauer und somit die Kontrolle der Sauerstoffexposition kaum möglich.
- Ein wichtiger Produktionsschritt ist das Kneten des Olivenbreis, um die in ihm fein verteilten Öltröpfchen zusammenzuführen. Durch das Zermahlen in traditionellen Ölmühlen wird der Brei auch geknetet. Dieser wichtige Vorgang kann hinsichtlich Geschwindigkeit, Sauerstoffkontakt und Temperatur nicht ausreichend kontrolliert werden.
- Die Schichtung des Olivenbreis auf Matten hat den Zweck, die Oberfläche des Pressgutes zu vergrößern, um somit den Austritt des Öls zu erleichtern. Diese vergrößerte Oberfläche führt auch zu einem vermehrten, unkontrollierten Sauerstoffkontakt. Moderne Rührwerke arbeiten unter Vakuum oder Schutzgasatmosphäre. Die traditionellen Pressmatten bewirken zudem hygienische Probleme, durch die bakterielle oder enzymatische Vorgänge in Gang gesetzt werden können.
- Durch das Zentrifugieren und anschließende Filtern wird das Öl schneller und zuverlässiger von Trubstoffen getrennt, als durch das traditionelle Dekantieren.

## Qualität

### Güteklassen
Die Bezeichnungen Extra Virgin (englisch), Vierge Extra (franz.), Έξτρα Παρθένο extra partheno (griechisch), Extra Vergine (italienisch), Virgen Extra (spanisch) oder Extra Virgem (portugiesisch) entsprechen dem deutschen Nativen Olivenöl Extra und sind eine Qualitätskennzeichnung für Olivenöl.
Die Verordnung (EU) Nr. 1308/2013 unterscheidet acht Bezeichnungen für Olivenöl und Oliventresteröl. Dabei dürfen nur natives Olivenöl extra, natives Olivenöl, Olivenöl bestehend aus raffinierten Olivenölen und nativen Olivenölen und Oliventresteröl vermarktet werden.
Mit der Verordnung (EU) Nr. 61/2011 zur Änderung der Verordnung (EWG) Nr. 2568/91 über die Merkmale von Olivenölen und Oliventresterölen wurden Ölmischungen am europäischen Markt erlaubt. Früher unterschied man bei den Handelssorten das Öl von höherer Qualität, das „Provenceröl“, vom „Baumöl“.
| Kategorie | Produktbezeichnungen         | Herstellungsverfahren | Eigenschaften, Qualität und Verwendung |
| --------- | ---------------------------- | --- | --- |
| 1         | natives Olivenöl Extra       | direkt aus Oliven ausschließlich mit mechanischen Verfahren und ohne andere Behandlung | Säuregehalt ≤ 0,8 %, ohne sensorische Fehler, für den Verzehr geeignet. |
| 2         | natives Olivenöl             | direkt aus Oliven ausschließlich mit mechanischen Verfahren und ohne andere Behandlung | Säuregehalt ≤ 2 %, leichte Fehler, für den Verzehr geeignet |
| 3         | Lampantöl                    | direkt aus Oliven ausschließlich mit mechanischen Verfahren und ohne andere Behandlung | Säuregehalt > 2 %, deutlich fehlerhaft darf nicht an Verbraucher abgegeben, sondern muss raffiniert werden |
| 4         | raffiniertes Olivenöl        | | Säuregehalt ≤ 0,3 %, typische Geschmacks- und Geruchsanteile des Olivenöls fehlen; darf nicht an Verbraucher abgegeben, sondern muss zu „Olivenöl“ (Kategorie 5) verarbeitet werden.                                                 |
| 5         | Olivenöl                     | Mischungen aus raffiniertem Olivenöl (Kategorie 4) mit nativem Olivenöl der Kategorien 1 oder 2 | Säuregehalt ≤ 1 %, Das Mischungsverhältnis ist nicht vorgeschrieben, so dass der Anteil an nativem Olivenöl 1–99 % betragen kann. Je höher der Anteil an nativem Olivenöl, desto intensiver ist der Geschmack.                       |
| 6         | rohes Oliventresteröl        | Aus dem Trester (fester Rückstand aus Kernen, Schalen und Fruchtfleischresten), der nach der Pressung/Extraktion der Oliven übrig bleibt, wird mit Hilfe von Lösungsmitteln (Hexan) das nach der ersten Pressung noch verbleibende Öl extrahiert. | Das Öl ist zum Verzehr nicht geeignet und darf nicht an Verbraucher abgegeben, sondern muss zu „Raffiniertem Oliventresteröl“ (Kategorie 7) verarbeitet werden.                                                                      |
| 7         | raffiniertes Oliventresteröl | aus rohem Oliventresteröl durch Raffination hergestellt | Säuregehalt ≤ 0,3 %, das Öl ist ohne Geschmack und darf nicht an Verbraucher abgegeben, sondern muss zu „Oliventresteröl “ (Kategorie 8) verarbeitet werden.                                                                         |
| 8         | Oliventresteröl              | raffiniertes Oliventresteröl (Kategorie 7), das mit nativem Öl (Kategorie 1 oder 2) gemischt wird | Säuregehalt ≤ 1 %, zum Verzehr geeignet. Das Mischungsverhältnis ist nicht vorgeschrieben, so dass der Anteil an nativem Olivenöl 1–99 % betragen kann. Je höher der Anteil an nativem Olivenöl, desto intensiver ist der Geschmack. |

### Qualitätsbeeinflussende Faktoren
Die geschmackliche Qualität ergibt sich aus
- der Olivensorte
- dem Zustand der Oliven wie Reife oder Wasserversorgung beim Wuchs
- dem Anteil von angefaulten und von Schädlingen befallenen Früchten
- der Reinheit von Fremdkörpern wie Laub, Aststückchen und Sägespänen
- der Art und Dauer der Lagerung nach der Ernte bis zur Verarbeitung
- der Reinheit der Anlagen bei der Verarbeitung, insbesondere bei Rückständen von älteren Chargen
- der Sauerstoff-Exposition während der Verarbeitung
- der Weiterbehandlung nach der Pressung

### Deklarierung
In der Europäischen Union ist die Etikettierung von Olivenöl klar geregelt. Neben den verbindlichen Bezeichnungen für die einzelnen Olivenölkategorien (Güteklassen) sollen die Verbraucher laut der Verordnung (EG) Nr. 29/2012 vom 14. Januar 2012 über die Art des angebotenen Olivenöls auf dem Etikett zusätzlich genauer informiert werden. Außerdem dürfen die Angaben auf dem Etikett den Käufer nicht irreführen oder dem Olivenöl vermeintlich besondere Eigenschaften zuschreiben.
Das Etikett muss zusätzlich zur Verkehrsbezeichnung einen erklärenden Satz tragen. Für Olivenöle mit der Verkehrsbezeichnung „natives Olivenöl extra“ ist beispielsweise folgender Zusatz im Wortlaut vorgeschrieben: „erste Güteklasse — direkt aus Oliven ausschließlich mit mechanischen Verfahren gewonnen“. Weiterhin ist für „natives Olivenöl extra“ und „natives Olivenöl“ eine Ursprungsangabe verbindlich anzugeben. Zusätze wie „kaltgepresst“, „erste Kaltpressung“ oder „Kaltextraktion“ sind nur dann zulässig, wenn die Temperatur bei der Verarbeitung der Olivenmasse höchstens 27 °C betragen hat. Angaben zu Geschmack und/oder Geruch sind nur zulässig, wenn sie auf den Ergebnissen einer anerkannten Analysemethode basieren. Die Angabe des Säuregehalts ist nur dann erlaubt, wenn die Werte der Peroxidzahl, des Wachsgehalts und der Absorption im Ultraviolettbereich in gleicher Schriftgröße und im gleichen Sichtfeld angeführt werden.

### Verfälschungen
Eine Verfälschung liegt dann vor, wenn rechtlich ein Betrug begangen wird. Weil dies früher kaum und heutzutage nur mit hohem technischem Aufwand identifizierbar ist (und auch nur, wenn man danach sucht), wurde beispielsweise Sonnenblumenöl mit Lebensmittelfarben grün gefärbt und als Olivenöl verkauft. Vergleichbar ist die Olivenölfälschung mit der Weinfälschung.

## Wirtschaft

### Arbeitsmarkt, Betriebsgrößen
In der Europäischen Union werden rund 70 % des Olivenöls auf 1.563.000 ha hergestellt (Stand: 2000), davon entfielen 48 % auf Spanien und 22,5 % auf Italien. 1.160.000 Erzeuger arbeiteten in Italien im Olivenölsektor, 840.000 in Griechenland, 380.000 in Spanien und 130.000 in Portugal. Sie sind als Olivenbauer oder in Genossenschaften, Ölmühlen, Raffinerien, Mischbetrieben und Vermarktungsunternehmen tätig.
In Nordafrika sind die Arbeitsverhältnisse gänzlich anders. Allein in Tunesien gibt es 300.000 Olivenplantagenbesitzer, davon stellen 1650 Betriebe Olivenöl her, 45 Firmen füllen es ab, über 70 Betriebe exportieren das Öl. Insgesamt beschäftigt der Sektor etwa 1.000.000 Menschen.
Je nach Ausrichtung – traditionelle, häufig biologische Bewirtschaftung, dann stärker bewirtschaftete traditionelle Pflanzungen mit höherem Einsatz von Produktionsmitteln, schließlich intensiv bewirtschaftete, meist junge Pflanzungen mit verstärktem Einsatz von Maschinen und anderen Technologien, Bewässerung und engem Stand der Bäume bis hin zur weihnachtsbaumartigen Beschneidung – divergieren die Betriebsgrößen, Eigentumsverhältnisse und Arbeitsabläufe. In Italien war der Durchschnittsbetrieb 2003 nur einen Hektar groß, in Spanien hingegen sechs.

### Weltproduktion
2021 nahm Olivenöl mit 3.348.154 Tonnen Weltproduktion nach Angaben der FAO den 8. Platz bei den pflanzlichen Ölen ein. Die europäischen Staaten waren mit etwa 2,4 Millionen t (= 70,9 %) der Weltproduktion die bedeutendsten Olivenöl-Produzenten. Die 10 größten Erzeugerländer produzierten 93,3 % des gesamten Olivenöls.
| Rang | Land          | Menge (in t) |
| ---- | ------------- | ------------ |
| 1    | Spanien       | 1.492.069    |
| 2    | Italien       | 338.631      |
| 3    | Griechenland  | 293.000      |
| 4    | Portugal      | 228.954      |
| 5    | Türkei        | 222.100      |
| 6    | Marokko       | 194.900      |
| 7    | Tunesien      | 144.200      |
| 8    | Syrien        | 103.893      |
| 9    | Algerien      | 71.000       |
| 10   | Ägypten       | 34.700       |
|      | Summe Top Ten | 3.123.447    |

Dabei ist der Markt seit Mitte der 1990er Jahre starken Veränderungen unterworfen, die jährlichen Erntemengen schwanken extrem stark. So verzeichnete die Welternährungsorganisation FAO für Italien im Jahr 2014 knapp 295.000 t, während es im Jahr zuvor noch fast 464.000 t gewesen waren, 2012 fast 506.000, 2011 gar 542.000 t. Ähnliche Schwankungen gab es auch in der Vergangenheit. Erntete man in Italien 1983 noch 824.000 t, so waren es im folgenden Jahr nur 343.200, 1985 wieder 641.500, dann wieder 338.010. 2004 wurden über 794.000 t geerntet, die zweitumfangreichste Ernte mindestens seit 1961, die umfangreichste seit 1983. Hingegen war das Jahr 2014, knapp hinter 2013, für Spanien das ertragreichste Jahr. Während Syrien 2011 noch etwa 200.000 t Olivenöl gewonnen hatte, halbierte sich diese Zahl drei Jahre später, allerdings wohl eher kriegsbedingt. Ähnliche, teils noch stärkere Schwankungen weisen Länder wie Tunesien oder die Türkei auf. Letzteres hatte 2012 noch mehr als 200.000 t gewonnen. Für 2023 rechnet man in Italien mit einer Ernte von 290.000 t, Spanien hatte 2022 nur 665.000 t geerntet, was die Preise dort in die Höhe trieb.
Gemessen an den Vierjahressummen von 1990–1993 und 2002–2005 konnte Spanien seine Produktion zwar um 64 % steigern, doch bei der Türkei waren es 97, im Falle Syriens 127 % und in Israel sogar 1900 %. Auch Länder wie Slowenien (+ 411 %), Kroatien (+ 100 %), aber auch Australien (+ 144 %), die USA (+ 44 %) oder Chile (+ 37 %) weisen enorme Steigerungsraten bei der Produktion von Olivenöl aus.
Hatte Italien 1988 noch 28,9 % der Welternte beigetragen, so sank dieser Anteil bis 2011 auf 15,9 %. Hingegen steigerte Spanien seinen Anteil im selben Zeitraum von 26,8 auf 45,8 %. Dem Produzenten Syrien gelang es, diesen Anteil auf 6,1 % zu steigern. Wuchsen dort 1988 noch über 38 Millionen Bäume, so waren es zehn Jahre später bereits über 58 Millionen, die heimische Ölproduktion stieg von 66.000 auf 116.000 t, 2010 waren es 177.400 t. Die Gesamtanbaufläche betrug 2010 etwa 10 Millionen ha oder 100.000 km². Inzwischen wird versucht, etwa in Israel und Argentinien, Australien und den USA, die Produktion auf Wüstenflächen auszudehnen. Die Zahl der Olivenbäume wurde 2009 auf etwa 800 Millionen geschätzt, wobei 90 % der Oliven in die Ölproduktion eingingen, weniger als 10 % wurden zu Tafeloliven.
2017 lag die Gesamtproduktion an Oliven bei 16 Millionen Tonnen Tafeloliven und 2,7 Millionen Tonnen Öl.

### Wichtige Anbaugebiete

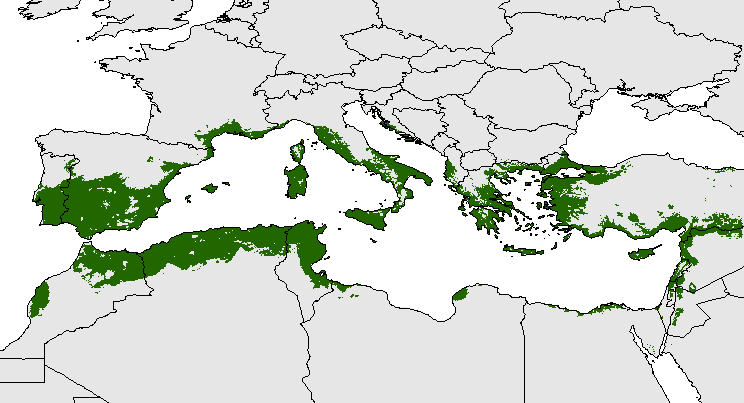
Die Olivenölgebiete im Mittelmeerraum

Die Anbaugebiete liegen fast ausschließlich in den Staaten am Mittelmeer, doch sind die Ansprüche der Bäume an Klima, Boden und kulturelle Vorbedingungen so, dass nur eine begrenzte Zahl von Landschaften den Löwenanteil des Olivenöls produziert.
In Portugal ballen sich die Betriebe in den Gebieten Trás-os-Montes, Alentejo und Ribatejo.
In Spanien werden vier Fünftel der Oliven in Andalusien, vor allem in der Provinz Jaén, die etwa ein Viertel der Welternte erzeugt, aber auch in der Provinz Córdoba, ebenso wie in Katalonien, dort insbesondere in den Provinzen Lleida und Tarragona sowie in Aragonien und Extremadura. Dazu kommen kleinere Anbaugebiete wie Álava, Navarra, Mallorca.
In Italien produzieren Apulien, Kalabrien, Sizilien und Kampanien zusammen mehr als 80 % des italienischen Olivenöls. In Deutschland sind Öle aus Venetien-Garda, der Toskana und Ligurien recht bekannt, wobei die Toskana weniger als 5 % zur italienischen Produktion beiträgt, Ligurien und Venetien noch weniger.
In Griechenland wird es auf dem Peloponnes produziert, vor allem um Kalamata und Messenien sowie in der Mani d. h. im Regionalbezirk Lakonien, hinzu kommen Inseln wie Kreta, Kefalonia, Lesbos und Thasos.
In Tunesien eignet sich vor allem der Sahel für den Olivenanbau, der schon in römischer Zeit den Löwenanteil zur Versorgung der Hauptstadt Rom lieferte. 65 Millionen Olivenbäume bedecken rund 1,7 Millionen ha Land.
Kroatien baut entlang der Adriaküste und auf den Inseln Oliven an. Die Regionen Istrien und Dalmatien sind die Hauptproduktionsregionen. Des Weiteren werden im Nachbarland Slowenien in der Region Primorska Oliven erzeugt.
Im östlichen Mittelmeerraum pflanzen darüber hinaus türkische Bauern in der Ägäis- und in der Mittelmeerregion Oliven an, in Syrien vor allem um Aleppo – die dortige Produktion ist allerdings kriegsbedingt eingebrochen. Auch auf Zypern wird Olivenöl produziert, es wird jedoch überwiegend lokal verbraucht und gelangt kaum in den Export.
Anbauflächen für die Olivenölgewinnung
Allein 10,5 Millionen ha der Anbaufläche für Oliven entfallen auf den Mittelmeerraum. 2017 erfasste die FAO folgende Anbauflächen für die einzelnen Staaten (in Hektar):
Afghanistan 2.171,
Albanien 45.426,
Algerien 432.961,
Argentinien 63.347,
Australien 52.204,
Aserbaidschan 2.777,
Bosnien und Herzegowina 199,
Brasilien 946,
Chile 21.904,
China 312,
Kroatien 18.683,
Zypern 10.444,
Ägypten 81.039,
El Salvador 5.185,
Frankreich 17.747,
Griechenland 871.892,
Iran 71.279,
Irak 2.417,
Israel 33.700,
Italien 1.325.451,
Jordanien 56.214,
Kuwait 30,
Libanon 62.263,
Libyen 302.965,
Malta 35,
Mexiko 3.029,
Montenegro 140,
Marokko 1.020.569,
Palästinensergebiete 63.528,
Peru 21.185,
Portugal 358.276,
Slowenien 1243,
Spanien 2.554.829,
Syrien 745.278,
Nordmazedonien 5.777,
Tunesien 1.685.301,
Türkei 846.062,
USA 14.570,
Uruguay 3.020,
Usbekistan 116.
Allein auf die nordafrikanischen Länder entfallen rund 3,5 Millionen ha.

### Handel
Spanien war 2020 der größte Hersteller und Exporteur (1.130.319 t) von Olivenöl.
Italien dagegen war der drittgrößte Hersteller, aber der weltweit größte Importeur von Olivenöl (539.770 t).
2020 importierte Deutschland 83.140 t Olivenöl, die Schweiz 17.288 t und Österreich 11.698 t.
Zwischen dem 1. Oktober 2019 und dem 30. September 2020 führte Spanien innerhalb der EU über 640.000 t aus, davon ging mehr als die Hälfte nach Italien, 21,3 % nach Portugal, 14,7 % nach Frankreich und 3,7 % nach Deutschland. Italien führte 124.500 t aus, davon 35,4 % nach Deutschland, 27,5 % nach Frankreich, 8,9 % nach Spanien. Griechenland führte 137.700 t aus, wovon 77,5 % nach Italien, 10,3 % nach Deutschland, 1,9 % nach Spanien und 1,4 % nach Frankreich gingen. Von den 128.500 t portugiesischen Exportöls gingen 65,6 % nach Spanien, 27,6 % nach Italien, 3,2 % nach Frankreich und nur 0,3 % nach Deutschland. Die 7.200 t, die Frankreich ausführte, gingen zu 48,7 % nach Deutschland, zu 6,6 % nach Spanien. Italien war dabei der mit Abstand größte Importeur aus der EU. Dorthin flossen 468.600 t Olivenöl, gefolgt von Portugal und Frankreich mit je etwa 137.000 t. Spanien hingegen führte weniger als 100.000 t ein, gefolgt von Deutschland mit 88.300 t.
Italienische Firmen kaufen in der Mittelmeerregion Olivenöl auf, füllen es ab, und vertreiben es weltweit. So wird griechisches Olivenöl aufgekauft, um es in Deutschland als „italienisches“ zu verkaufen, da die Konsumenten bereit sind, dafür mehr zu zahlen. Bei der Abfüllung in Italien wird häufig griechisches Olivenöl guter Qualität nicht mit ebenso gutem, sondern mit minderwertigem italienischen Olivenöl gemischt und in Deutschland verkauft.

### Konsumentenländer, Pro-Kopf-Verbrauch
Noch 2003 beschränkte sich der Konsum von Olivenöl auf einige wenige Länder. Dabei entfiel fast die Hälfte des Verbrauchs auf zwei Staaten, nämlich Italien, wo allein 30,3 % der Welternte konsumiert wurden, und Spanien, wo es 19,3 % waren. Die USA (8,2 %), Griechenland (6,9 %), Syrien (4,8 %), Frankreich (3,9 %), Marokko (3,0 %) folgten. Betrachtet man die Wertseite der Einfuhren, so lag Italien mit 40,2 % des Gesamtwertes noch weiter vorn, gefolgt von den USA mit 15 %, Frankreich (6,4), Spanien (5,5), Großbritannien (3,7) und Deutschland (3,5 %).
Dabei stieg der Verbrauch pro Einwohner der jeweiligen Staaten in den 1990er Jahren stetig an, wobei Deutschland von einem sehr niedrigen Niveau von 100 g pro Kopf und Jahr im Jahr 1990 auf 400 g im Jahr 2003 zulegte. Im Jahr 2016 wurden in Deutschland 0,8 Liter pro Einwohner verbraucht, während es in Österreich 1,2 Liter waren. In Deutschland steigt der Olivenölverbrauch weiterhin an und überschritt 2022 die Marke von einem Liter pro Jahr und Einwohner.
Dabei sinkt der Konsum in Spanien seit einigen Jahren, was sowohl mit schlechten Ernten als auch mit der steigenden Nachfrage aus Ländern wie den USA oder auch Deutschland zusammenhängt. Bei den Verbrauchern kommt zudem Misstrauen gegenüber der „Ehrlichkeit der Etikettierung“ hinzu. Ein weiterer Aspekt, der mit dem Klimawandel zusammenhängt, ist, dass die Verschlechterung der klimatischen Bedingungen sich nicht nur auf die Erntemenge, sondern aufgrund der Nachfrage auch auf den Preis auswirkt, zu dem Olivenöl angeboten wird. Tatsächlich hat sich der Preis für Olivenöl zwischen 2020 und 2024 mehr als verdoppelt.
Während Griechenland 2016, mit 14,9 Liter pro Jahr, noch den größten Verbrauch hatte, lag es 2022 mit 10,3 Litern auf dem zweiten Platz hinter Spanien, wo sich der Konsum in demselben Zeitraum kaum verändert hat (2016 waren es 11,5 Liter, 2022 11,5 Liter). Italien belegt zwar nach wie vor den dritten Platz, aber auch dort schrumpfte der Pro-Kopf-Verbrauch an Olivenöl von 10,5 Litern 2016 auf nur noch 7,3 Liter.

## Wirtschaftsfaktoren

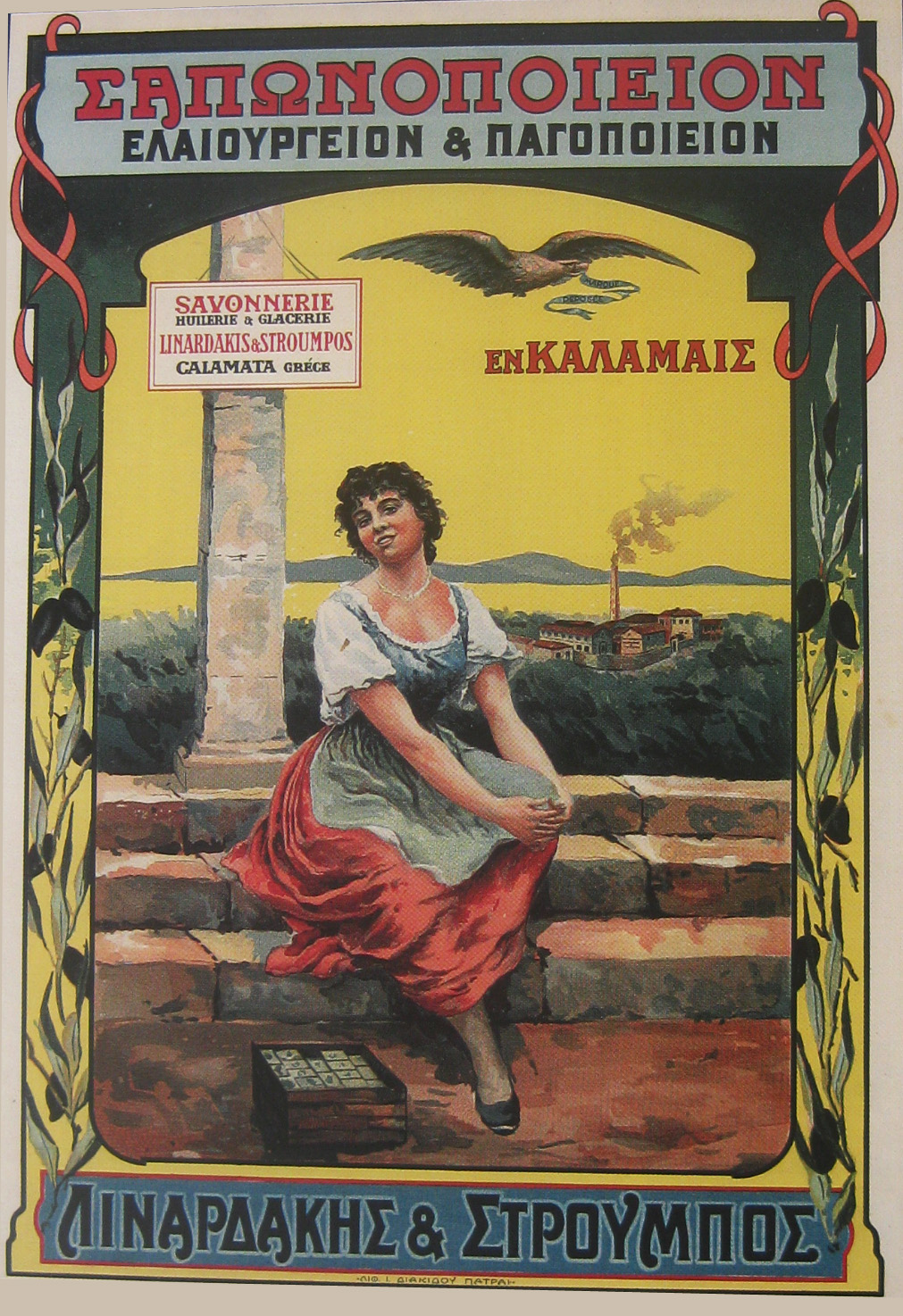
Werbung für Olivenöl-Seife aus Kalamata, um 1900

In der zweiten Hälfte des 20. Jahrhunderts nahm der Konsum des Öls, unter anderem durch italienische Gastarbeiter, in Nordeuropa zu. Allerdings stand es dort in Konkurrenz zu Sonnenblumen-, Distel- oder später auch Rapsöl und konnte zeitweise fast nur über Apotheken bezogen werden. Von 2003 bis 2007 stieg der Import Deutschlands um 42,6 %. 2009/2010 wurden rund 50.000 Tonnen aus Italien (70 %), Spanien (12,2 %) und Griechenland (10,2 %) eingeführt, wobei italienische Händler häufig spanische Marken importieren. Dementsprechend stieg der Import spanischer Öle um 79,5 %, zudem kaufte der spanische Marktführer Grupo SOS/Carbonell einige Anbieter in Deutschland. Russland bezog 68 % seines Öls aus Spanien, Indien 58 %, China 36 % und Brasilien 25 %. Italien führte 350.000 t spanischen Olivenöls ein, Frankreich 70.117, Portugal 69.968, Großbritannien 27.215 und Australien 24.585 t.
Italien importierte 2007 fast ebenso viel Olivenöl, wie es selbst produzierte, nämlich 603.000 t, davon gingen 325.000 t in andere Länder. Doch inzwischen kaufen spanische Großhändler italienische Unternehmen auf. So wurde 2008 Bertolli, das bis dahin zu Unilever gehörte, von Grupo SOS (2011 umbenannt in deOleo) für 630 Millionen Euro gekauft. Daran hängen die Marken Bertolli (belieferte Rewe), Dante (das um 2000 nur in Deutschland und Italien angeboten wurde), Maya, Sasso, Carapelli und San Giorgio. Ein zweiter Prozess erfasst inzwischen die Branche neben der Konzentration und der Entstehung von supranationalen Konzernen. 2009 wurde die Marke Dante vom italienischen Olivenölhersteller Oleifici Mataluni, dem zweitgrößten Produzenten, zurückgekauft.

### Einfluss der Erzeuger, Marktspaltung durch Konzerne
Die Erzeuger verlieren spätestens seit den 1990er Jahren zunehmend ihren Einfluss auf die Wertbestimmung ihrer Arbeit. Große Aufkäufer oder Händler bestimmen durch ihre Marktstellung, die Beherrschung der Transportwege und vor allem durch die Bildung strategischer Lagerreserven und die entsprechende Warenverteilung den Preis. Strategische Lagerreserven gestatten es, Erzeuger antizyklisch unter Preisdruck zu setzen. Dies war bisher schwierig, weil Olivenöle durch ihre natürliche Alterung zum mehrjährigen Lagern ungeeignet sind. Eine gute Ernte sorgte für fallende Preise, eine magere für steigende.
Um über marktbeherrschende Mengen zu verfügen, kauften italienische Händler tunesisches, türkisches oder griechisches Öl in großen Mengen und transferierten es auf illegalen Wegen so, dass es später als „italienisches“ verkauft werden konnte, womit es auch innerhalb der EU zugelassen war. Einen anderen Weg geht Olitalia, das im Namen eine italienische Herkunft suggeriert, doch im Kleingedruckten findet man, dass es sich um eine nicht näher bestimmte Mixtur von Ölen verschiedener EU-Staaten handelt. Damit entstehen einförmige Einheitssorten über Sortengrenzen und Länder, wie dies beim Kaffee seit langer Zeit der Fall ist.
Dies ist jedoch nur ein Weg, um die Vereinheitlichung der Waren zu Lasten der Produzenten zu erreichen und zugleich einen Ersatz für die massenhafte Lagerhaltung zu finden. Die Skandale und die Marktstärke der Händler ließen die Preise bereits deutlich fallen. Erzielten die Olivenanbauer 2008 in Apulien noch bis zu 4,50 Euro für ein Kilogramm natives (natürliches) Olivenöl, so sank der Preis bis 2011 auf 2,70 Euro, in Griechenland sogar von 3,50 auf 2,05 Euro. Damit beginnt sich der Markt in ein großes, von Konzernen beherrschtes Segment und ein kleines, von zahlreichen Kleinunternehmen bestimmtes zu teilen. Der Preisdruck führt dazu, dass Handarbeit eingeschränkt wird oder die Löhne sinken. Dies wiederum setzt eine zunehmende Landflucht in Gang.
Tunesien trat lange kaum als Olivenölexporteur auf, wenn auch viele südeuropäische Öle längst mit tunesischen vermischt werden, die von über 65 Millionen Bäumen auf 1,7 Millionen ha Anbaufläche mittels 1500 Olivenmühlen gewonnen werden. 85 Prozent der tunesischen Olivenplantagen werden auf traditionelle Art bestellt, Tunesien ist daher der größte Lieferant von Bioölen, das 2009 bereits auf 336.000 ha angebaut wurde. Doch nur 57.000 t dürfen zollfrei in die EU eingeführt werden.

### Auswirkungen der globalen Erwärmung
In den letzten Jahren führten die Auswirkungen der globale Erwärmung – darunter Dürreperioden und extreme Hitzewellen mit Temperaturen über 40° C in den Anbauländern im Mittelmeerraum – zu einem markanten Rückgang der Olivenölproduktion. Beispielsweise erlebten im Juli 2024 Länder rund um das Mittelmeer, darunter Griechenland, Italien, Spanien, Portugal, Frankreich und Marokko, eine extreme Hitzewelle und weit verbreitete Waldbrände, die auf 13 Monate globaler extremer Hitze folgte; Ergebnisse der Zuordnungsforschung zeigen, dass diese Bedingungen ohne den durch menschliche Aktivitäten verursachten Klimawandel nicht möglich gewesen wären und dass solche extremen Hitzewellen, die nun in der heutigen um 1,3 °C erwärmten Welt etwa alle zehn Jahre erwartet werden, in einem klimatisch unveränderten Szenario um 3° C kühler gewesen wären. Die weltweite Olivenölproduktion ist in den Jahren 2023 und 2024 voraussichtlich auf 2,4 Millionen Tonnen gesunken; dies stellt einen Rückgang um 27 Prozent im Vergleich zu den Jahren 2018 und 2019 dar und liegt unter dem geschätzten weltweiten Verbrauch von 2,6 Millionen Tonnen.

### Pflanzenpandemie durchXylella fastidiosa, subsp.pauca(seit 2013)

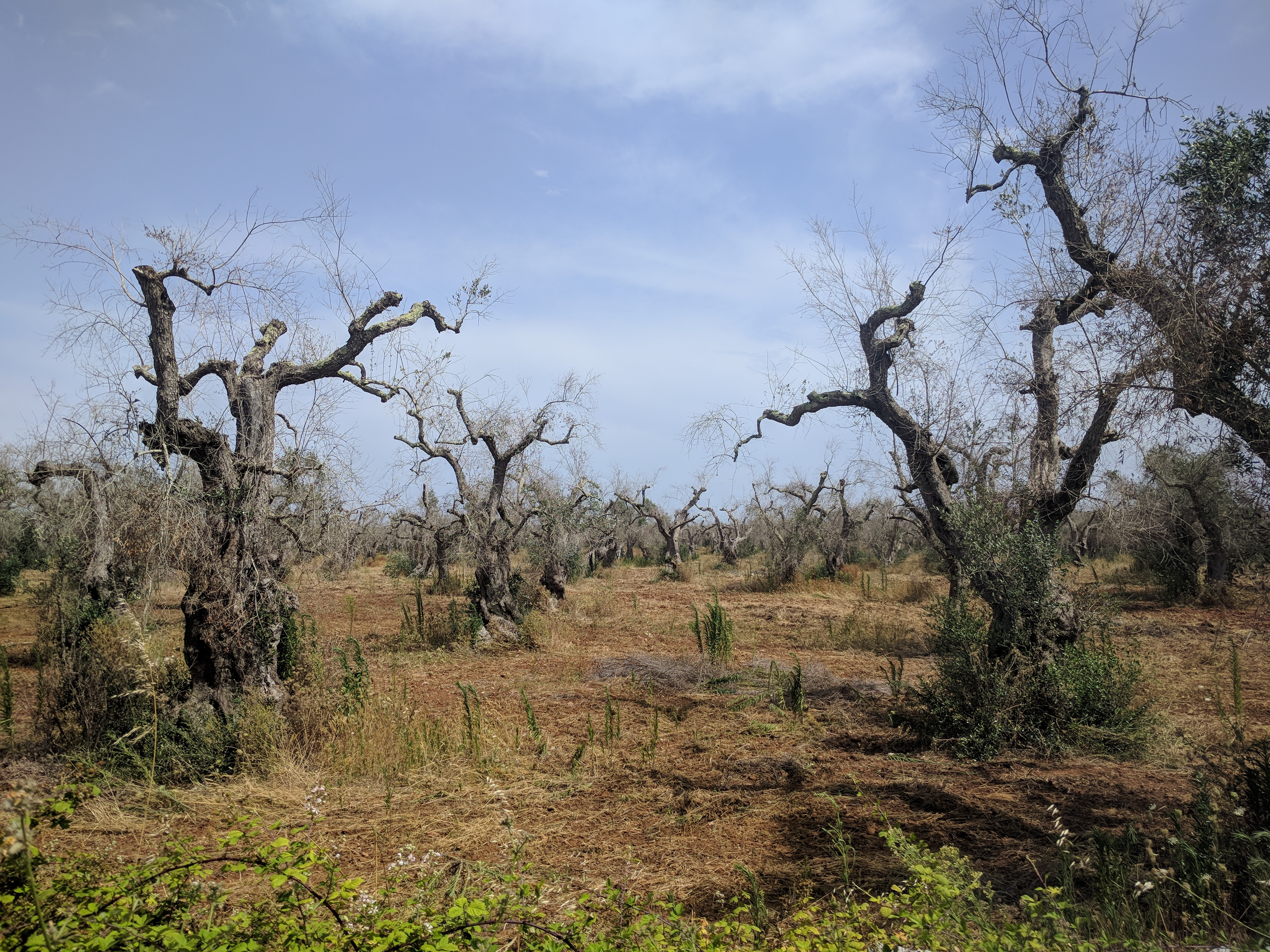
Abgestorbener Olivenhain bei Surano in Apulien, 2019

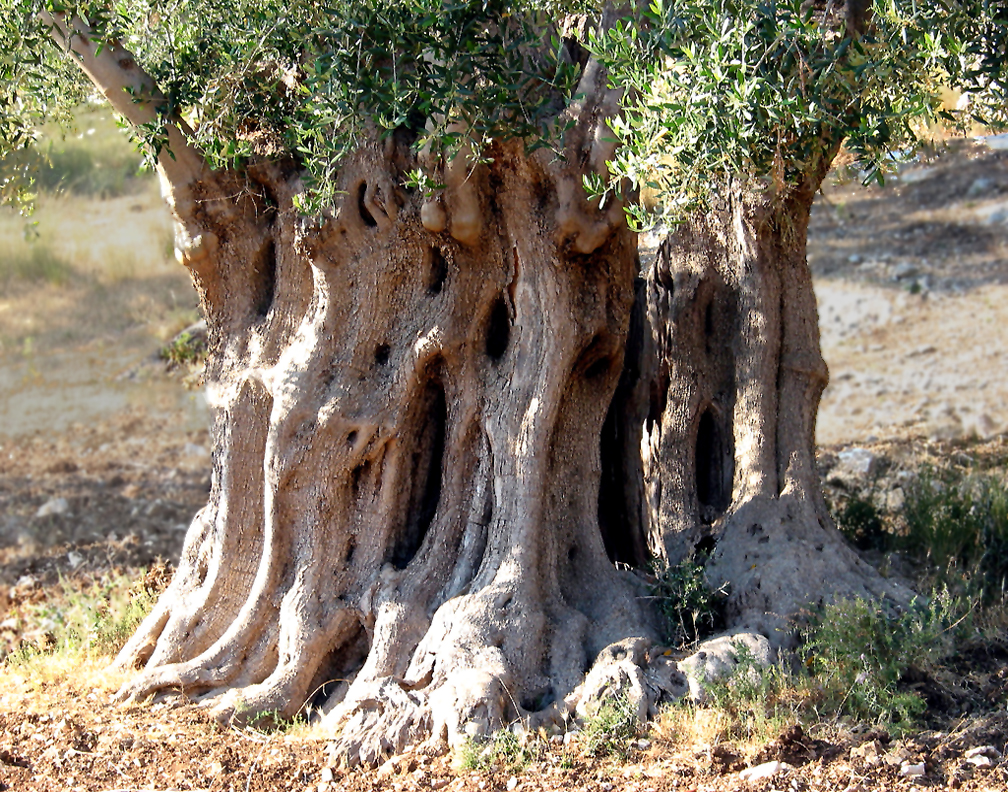
Alter Olivenbaum in Apulien

Eine Unterart des Bakteriums Xylella fastidiosa, auch Feuerbakterium genannt, das die Wasserleitungsbahnen der Olivenbäume verstopft, löst die in Amerika als Pierce's disease seit 1892 bekannte Krankheit aus, die in Italien CoDiRO (Complesso del Disseccamento Rapido dell'Olivo) genannt wird. Sie gilt als „eine der gefährlichsten Pflanzenkrankheiten“, gar als „neue globale Bedrohung“, da sie die Bäume durch Verstopfung der wasserführenden Leitungen schnell austrocknen lässt, was anfangs zu „Blattbrand“ führt. Doch weist sie eine lange Inkubationszeit von bis zu zehn Monaten auf.
Unterschieden werden fünf Unterarten, nur die Subspezies pauca ist für Olivenbäume tödlich. In einer Reihe von Gebieten brach die Olivenölproduktion seither ein.
Erstmals im Oktober 2013 wurde die besagte Unterart in Europa registriert, nämlich im apulischen Gallipoli. Allein in der Provinz Lecce erkrankten bis 2016 über eine Million Olivenbäume. Auch in den Provinzen Tarent und Brindisi, seit 2020 auch Bari, und auf Korsika wurde das Bakterium (Juli 2015) festgestellt, dann in Südfrankreich, im August 2016 in der Schweiz, im November auf Mallorca, im Februar 2017 auf Menorca. Nachdem das Bakterium auch in Südspanien nachgewiesen worden war, ergriff die FAO Präventivmaßnahmen auch in Marokko. 2018 erreichte das Bakterium Belgien, die Niederlande, und auch in Sachsen traten Fälle auf. 2019 wurden erstmals Fälle im Nordosten Brasiliens registriert.
Lange wurde angenommen, die Unterart sei in Kaffeepflanzen aus Costa Rica eingeschleppt worden. 2019 gelang der genetische Nachweis, dass die Übertragung nach Europa durch Pflanzenhandel aus Kalifornien erfolgt ist. Dorthin wiederum gelangte das Bakterium aus dem Südosten der USA, wo die meisten Unterarten existieren.
Untersuchungen zeigten, dass manche Sorten wie Coratina weniger anfällig sind als beispielsweise Cellina di Nardò. Auch könnte die Züchtung neuer Sorten ein Ausweg sein, denn gegen Xylella fastidiosa gibt es kein Mittel. Die Europäische Kommission ordnete daher das Fällen erkrankter Bäume und umgebender Bestände an und untersagte Aus- und Einfuhr der Pflanzen; erstmals erlaubte sie aber im September 2017 auf Mallorca das bloße „Eindämmen“, es müssen also nur noch die befallenen Bäume gefällt werden, nicht mehr alle im Umkreis von 100 m. Anfang 2017 galten 10 Millionen Bäume in den Provinzen Lecce, Tarent und Brindisi als befallen, der wirtschaftliche Schaden überstieg eine Milliarde Euro. Drei Jahre lang wurden Neuanpflanzungen im Salentino untersagt, eine Bestimmung, die für resistente Sorten wie Leccino aufgehoben werden soll, ähnliches gilt für Coratina.
Die European Food Safety Authority veröffentlichte 2018 eine Liste von 563 Pflanzenarten, die als Wirt von Xylella fungierten, im Mai 2020 umfasste die Liste bereits 595 Arten.
2018 verklagte die Europäische Kommission Italien wegen mangelhafter Umsetzung von Schutzmaßnahmen. Laura Spinney glaubt, „in Italien, wo Familien über Generationen hinweg jeweils bei der Geburt eines Kindes einen Olivenbaum pflanzen, haben Olivenbäume tiefe emotionale Bedeutung. Die EU-Kommission hatte die Besitzer der Olivenbäume nicht an ihren Beratungen teilhaben lassen, und die Besitzer wiesen die wissenschaftlichen Argumente, die die EU-Kommission vorbrachte, zurück.“ Andererseits wurden von Großbetrieben legal enorme Mengen von neuen Olivenbäumen aus Infektionsgebieten in Spanien, Chile oder Peru eingeführt. Die Rolle der Beteiligten bei Entscheidungsprozessen wird erst jüngst untersucht, zumal rein epidemiologische Vorgehensweisen ohne durchschlagenden Erfolg blieben. Dabei wurden sowohl Wissenschaftler als auch Politiker, betroffene Landbesitzer und gesellschaftliche Bewegungen unter dem Blickwinkel einer Soziologie des Wissens, des wissenschaftlichen Wissens und auch des Unwissens untersucht. Auf diese Art soll eine „360°-Perspektive“ – mit Blick auf die bisherige Reduzierung auf Politik und Wissenschaften unter Ausschluss der übrigen Gesellschaft – erlangt werden, auch um weiter reichende Konzepte zum Verständnis des vorhandenen Wissens zu erarbeiten.
Die Preise italienischer Olivenöle stiegen 2016 im Vergleich zu 2014 um 21 %, während der Absatz um 18 % zurückging. In der Region wurden 2015 bis zu 40 % des italienischen Olivenöls produziert. Im Februar 2019 wurde das decreto Centinaio beschlossen, das vorsieht, alle befallenen Bäume zu fällen. Im Salento existierten zu dieser Zeit 491 Ölmühlen, davon 251 in der Provinz Lecce, 143 in Brindisi und 97 in Tarent.
Eine 2019 erstellte Weltkarte der Verbreitung zeigt, dass Xylella nicht nur in allen Anbaugebieten vertreten ist, sondern auch die gefährdetsten Gebiete. Das Bakterium gilt als eines der bestuntersuchten weltweit und zugleich als globale Bedrohung. Die Art benutzt Insekten als Vehikel, wie die Schaumzikade in Apulien. In Italien ist vorgeschrieben, auf allen Grünflächen einschließlich privater Gärten die als Trägertier (Vektor) erkannte Wiesenschaumzikade (sputacchina) zu bekämpfen, und zwar im Larvenstadium im März/April. Im Juni 2020 reduzierte die EU den Mindestabstand zu befallenen Bäumen von 100 auf 50 m. Zudem dürfen als resistent bekannte Sorten in abgefällten Gebieten angepflanzt werden. Biologisch bekämpfen ließe sich das Trägertier durch die kleine Wespenart Ooctonus vulgatus, die ihre Eier in die Eier der Wiesenschaumzikade legt.

### Schwankungen bei Mengen und Preisen
2018 belief sich die Olivenölproduktion Italiens auf nur noch 185.000 t, womit der heimische Markt nur noch teilweise gedeckt werden konnte. Schon im Januar 2019 stiegen die Preise im Schnitt um 31 %. Auch die Ernten in Griechenland und Portugal fielen 2018 um 35 bzw. 20 % geringer aus. Hingegen stieg die Ernte in Spanien auf 1,8 Millionen Tonnen.
Nachdem sich die Produktion im Jahr 2019 mit 336.000 t wieder etwas erholt hatte, fiel trotz aller Gegenmaßnahmen die italienische Ernte des Jahres 2020 mit 255.000 t um etwa 30 % unterhalb der Vorjahresernte aus. In den Regionen mit der höchsten Produktion, nämlich Apulien, Kalabrien und Sizilien, brach die Produktion um 43 und 38 sowie 15 % ein. In absoluten Zahlen reduzierte sich die Ernte in Apulien von 194.000 auf rund 121.000 t, Kalabrien erntete nur noch 32.005 t, Sizilien 29.200 t. Hingegen stieg die Produktion in anderen Regionen des Landes: Latium + 8 % oder 12.000 t Gesamternte, Toskana + 31 % mit über 13.000 t, Umbrien + 70 %, nunmehr 6.500 t, Ligurien + 100 % auf 2.895 t.
Durch die Epidemie wurden allein in Apulien ca. 33.000 Arbeitsplätze vernichtet.
Starke Produktionsschwankungen ergeben sich von Jahr zu Jahr. So fiel 2020 die Ölmenge in Frankreich von 5.900 t auf etwa 3.500 t. In Spanien, dem bei weitem größten Produzenten, der ein Rekordjahr gesehen hatte, brach die Ernte 2019/2020 von 1,77 Millionen t im Vorjahr auf wenig mehr als 1,1 Millionen t ein. Griechenland konnte seine Produktion hingegen nach einer sehr schlechten Ernte deutlich steigern, nämlich von 185.000 auf rund 300.000 t. Portugal, inzwischen viertgrößter Produzent in der EU, steigerte seinen Ertrag von 100.000 auf 130.000 t. 2022 war in Europa und rund um das Mittelmeer von Dürren und Hitzewellen geprägt.
Aufgrund der extremen Trockenheit brach die spanische Ernte 2022/23 nochmals ein, nämlich auf 666.000 t; es wird nur mit einer geringen Erholung im Jahr 2024 gerechnet. Auch 2023 war es im Süden Europas durchschnittlich deutlich wärmer als im langjährigen Mittel.

## Verwendung
Neben der Verwendung als Speiseöl wird Olivenöl auch in der Pharmazie und Medizin sowie für industrielle Verwendungen eingesetzt. Das Pflanzenöl gilt als wertvolles Speiseöl, das vielseitig verwendbar ist: in Salaten und ungekochten Gerichten, Dressings und Saucen sowie beim schonenden Dünsten von Gemüse.
Olivenöl, wenn auch nur hochwertiges, hat dank der einfach und mehrfach ungesättigten Fettsäuren antioxidative, entzündungshemmende und gerinnungshemmende Eigenschaften und hält die Gelenke elastisch. Es senkt das LDL-Cholesterin, das an der sogenannten „Verkalkung“ der Blutgefäße beteiligt ist. Das enthaltene Oleuropein führt zur Weitung der Arterien und somit zu einer Verbesserung des Blutflusses. Daher wird es im Sport geschätzt: So wird beispielsweise die Einnahme vor Wettkämpfen in einem Eishockey-Fachbuch empfohlen. Auch ein Buch über Ernährung und Leistungsfähigkeit verweist auf Olivenöl.
Früher wurde Olivenöl bei der Metallbearbeitung im Kühlen und Schmieren verwendet, heute nur noch dort, wo mineralische Öle nicht eingesetzt werden dürfen, oder als ökologische Alternative.

### Allgemeine Gesundheitsaspekte
Isaak Judäus (9./10. Jahrhundert) beschreibt die Wirkung des Olivenöls als „kühlend, trocknend und schwach ätzend“. Kaltgepresstes Olivenöl galt aber bereits in der Antike als Heilmittel, etwa gegen allerlei Hauterkrankungen äußerlich, oder gegen Entzündungen innerlich. Auch als Mittel der Schönheitspflege rangierte es gleich neben Eselsmilch. Extra natives Olivenöl beinhaltet geringe Dosen eines natürlichen nicht-selektiven Cyclooxygenase-Hemmers namens Oleocanthal, der eine mit Ibuprofen vergleichbare entzündungshemmende Wirkung besitzt.

### Rauchpunkt
Olivenöl ist ein wesentliches Element der Mittelmeerküche. Durch seinen hohen Rauchpunkt (filtriertes, extra natives Olivenöl 210 °C, natives Olivenöl 190–215 °C; raffiniertes 230 °C, vergine 175–215 °C, raffiniert 208 °C) ist es besonders gut zum Braten und Frittieren geeignet, wie es zum Beispiel in der italienischen und in der spanischen Küche seit langem gehandhabt wird. Der Rauchpunkt ist höher bei guten extra nativen Olivenölen (extra vergine) und niedriger bei nativen Olivenölen (vergine) geringer Qualität. Die Temperaturen, die beim Braten von wasserhaltigen Lebensmitteln entstehen, sind meist weitaus geringer.
Bei 180 °C werden allerdings sehr schnell die im Öl enthaltenen antioxidativen Stoffe der Phenol- und Tocopherolgruppe zerstört. Ein extra natives Olivenöl hoher Qualität, mit geringem Anteil freier Fettsäure und hohem Anteil phenolischer Antioxidantien, ist aus gesundheitlicher und geschmacklicher Hinsicht zum Braten bestens geeignet. Extra vergine Olivenöl ist das stabilste Öl bei Erhitzung, gefolgt von Kokosnussöl.

### Nachteilige oder nicht vorhandene Eigenschaften bei minderwertigen Olivenölen
Es ist weitgehend unumstritten, dass der Verzehr von hochwertigem Olivenöl gesundheitliche Vorteile bietet. Möglich ist, dass der mediterrane Lebensstil und dort herrschende Umweltfaktoren dies verstärken. Studien lassen sich jedoch nicht auf den Konsum der billigen Olivenöle in Deutschland übertragen, die auch preislich weit von den 40 Euro pro Liter entfernt sind, wie sie etwa die Stiftung Warentest für solche Öle angibt. Nach Meinung von Sven-David Müller hat „das Olivenöl, das heute fast alle Deutschen verwenden, […] mit einem Olivenöl im mediterranen Sinne und mit einem Gesundheitswert nichts zu tun. Es macht höchstens dick.“
Eine Laborstudie aus dem Jahr 2008 kam zu dem Ergebnis, dass der Konsum von Olivenöl wegen des hohen Gehalts an Ölsäure möglicherweise zu einem erhöhten Risiko für Arteriosklerose und anderen Herz-Kreislauferkrankungen führen könnte. Dem widerspricht die Deutsche Herzstiftung: „Reagenzglasstudien lassen normale biologische Prozesse wie Verdauung und Stoffwechsel unberücksichtigt […] deshalb kann man […] auch keine Ernährungsempfehlungen ableiten. […] Olivenöl – am besten nativ extra oder extra vergine – ist im Rahmen einer ausgewogenen mediterranen Ernährung nach wie vor empfehlenswert, um das Risiko für die Entstehung von Gefäßkrankheiten zu vermindern oder deren Verlauf günstig zu beeinflussen.“

## Ökologische und soziale Bedeutung
Die Art der Olivenölproduktion wirkt sich auf den ökologischen Wert und den Landschaftsschutz in einer so hoch entwickelten Kulturlandschaft, wie sie der Mittelmeerraum darstellt, überaus stark aus. Die Bäume wachsen oftmals auf steinigen, steilen und im Sommer heißen und trockenen Hängen bis ca. 500 m über dem Meeresspiegel. Sie benötigen wenig Wasser und Düngung und ertragen die harten Bedingungen wie kaum eine andere Kulturpflanze. Gerade in steilen Lagen hat der Erosionsschutz und die Erhaltung der Bodenfruchtbarkeit durch Baumbewuchs hohe Priorität, Leistungen, die in diesem Raum sonst nur Kiefern erbringen. Sie sind allerdings viel stärker brandgefährdet.
In den ländlichen Gebieten ist die Landflucht, bedingt durch mangelhafte Einkommensmöglichkeiten, ein wachsendes Problem. Olivenhaine und Olivenölproduktion – und die damit verbundene Arbeit wie Baumschnitt, Bodenbearbeitung und Ernte, Werbung und Vertrieb, Agrotourismus und Bildung – erhalten ländliche Arbeitsplätze und damit die ökologischen und kulturellen Besonderheiten der Regionen. Die EU-Subventionen erfolgten an dieser Stelle kontraproduktiv nur durch Zahlungen pro Hektar Land oder pro Liter produzierten Öls statt pro Olivenbaum. Damit wurden große Produktionsmengen und hohe Gewinne auf Großplantagen und intensive Monokulturen gefördert und zahlreiche kleinbäuerliche und umweltgerechte Produktionsstätten ruiniert. Darüber hinaus wurden dadurch großflächige Bewässerungsprojekte notwendig, was in Gebieten mit geringen Wasserreservoirs Engpässe auslöst und den Grundwasserspiegel absenkt. Auch drohte die Ausrichtung auf Mengenproduktion weniger ergiebige Sorten zu verdrängen, was sich wiederum zu Lasten der Vielfalt, aber auch der Resistenz gegen Krankheiten und klimatische Veränderungen auswirkt.
Der Unterbewuchs der Oliven wird mit Einsetzen der Trockenzeit aus Brandschutzgründen sowie zur Wasserersparnis traditionell entweder durch Schafe oder Ziegen abgeweidet oder einfach untergepflügt. Viele Olivenbäume stehen in Naturschutzgebieten und dürfen daher weder gefällt noch chemisch behandelt werden. In den unter natürlichen Bedingungen wachsenden Olivenhainen mit oft sehr alten Bäumen wird Olivenöl höchster Qualität und Reinheit erzeugt.
Während in Spanien nur rund 1 % der Olivenöle ökologisch produziert wird, liegt dieser Anteil in Tunesien am höchsten.

## Kulturelle Bedeutung
In allen Regionen, wo Olivenöl eine wirtschaftliche Bedeutung hat, geht auch eine kulturelle einher. Eine vollkommene Identifikation mit dem Olivenbaum und dem Olivenöl findet sich in Griechenland, sowohl im Alltag, als auch in zahlreichen Riten und Gebräuchen. Der Jahreseinkauf eines hochwertigen Öls, oder die gemeinsame Pflege eines über Generationen vererbten Olivenhains gelten als wichtige familiäre Pflichten.

## Olivenölmuseen

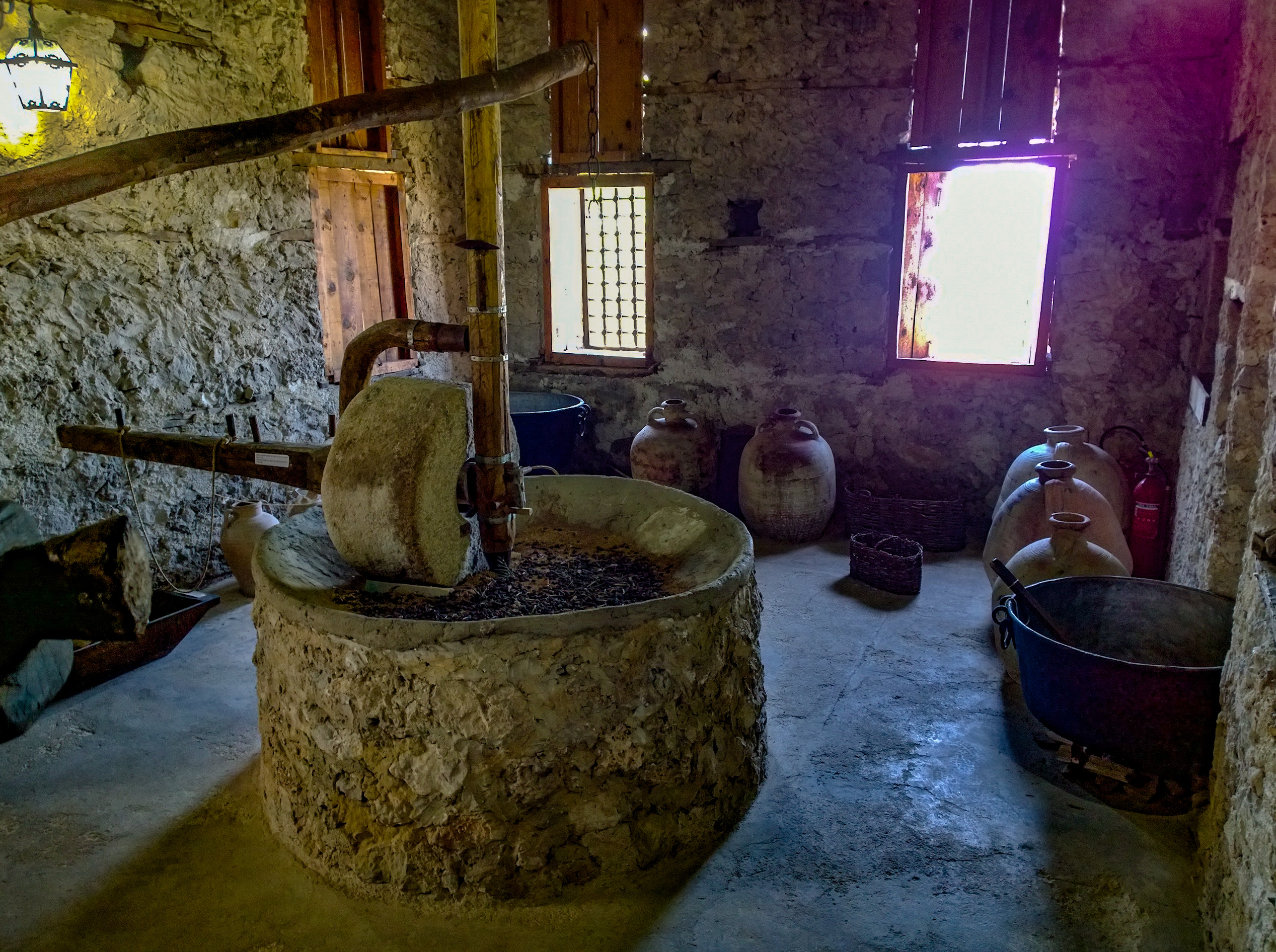
Teil der Abteilung Ölherstellung im ethnographischen Museum des albanischen Kruja

In Regionen des Olivenbaums finden sich in der Regel Olivenölmuseen. Diese können Teil öffentlicher Einrichtungen sein, Privatmuseen oder welche von Mühlen und Erzeugern betrieben, die häufig den Kontext zur Produktion herstellen.
Olivenölmuseen entstanden beispielsweise in Griechenland in Sparta (Museum of the Olive and Greek Olive Oil), in Kalamata (Euromediterranean Foundation „The Routes of the Olive Tree“) und in Peza auf Kreta, aber auch auf Lesbos (industrielle Produktion), oder Agia Paraskevi. Auch auf Zypern existiert das Museum Oleastro bei Anogyra im Südwesten der Insel. Das älteste Olivenölmuseum der Türkei wurde 2001 eröffnet und befindet sich in Adatepe bei der kleinen Stadt Küçükkuyu im Kreis Ayvacık an der nördlichen Türkischen Ägäis. Weitere Museen entstanden in Izmir (Köstem Olivenölmuseum) und in Akhisar in der Provinz Manisa. In Bethlehem entstand mit dem Badd-Dschaqaman-Museum ebenfalls ein Museum mit dem Schwerpunkt Olivenöl.
In Italien bestehen solche Museen in: Cisano bei Bardolino (Veneto), Imperia (Ligurien), Castelnuovo di Farfa (Latium), Fasano (Apulien), Massa Marittima (Toskana) und in Cuglieri (Sardinien); hinzu kommen Museen in den umbrischen Orten Trevi und Torgiano bei Perugia.
In Kroatien entstand drei Kilometer außerhalb von Vela Luka auf Korčula ein solches Museum, im Dorf Mirca im Norden der Insel Brač wurde 2006 das erste dalmatinische Museum der Ölindustrie eröffnet (Muzej uljarstva). Im Ölmuseum in Pula sind Verkostungen möglich.
Frankreich bietet Museen in Mouriès zwischen Nîmes und Aix-en-Provence, in Nyons (Musée de l’olivier und Les vieux moulins), Les Mées (Alpes-de-Haute-Provence) (seit 2002) und Marseille (im Musée des Civilisations de l'Europe et de la Méditerranée). Ähnliches gilt für das Dorf Robledillo de Gata in der spanischen Provinz Extremadura, weil dort eine arabische Ölmühle aus dem 11. Jahrhundert existieren soll. Dabei hat Spanien das Potential schon länger entdeckt, und so gibt es Museen in Almería (Museo Del Aceite De Oliva) und Palma, in Baena und Málaga, Castro del Río, Cabra und Salamanca sowie Saragossa, Nigüelas, Les Borges Blanques, Jaén, aber auch in Mora, Úbeda, Vinaròs oder La Rinconada. Baeza in Portugals Algarve bietet ebenfalls ein Ölmuseum (auf 6000 m²).
Tunesien kennt solche Häuser in Sousse und Monastir.

## Literatur

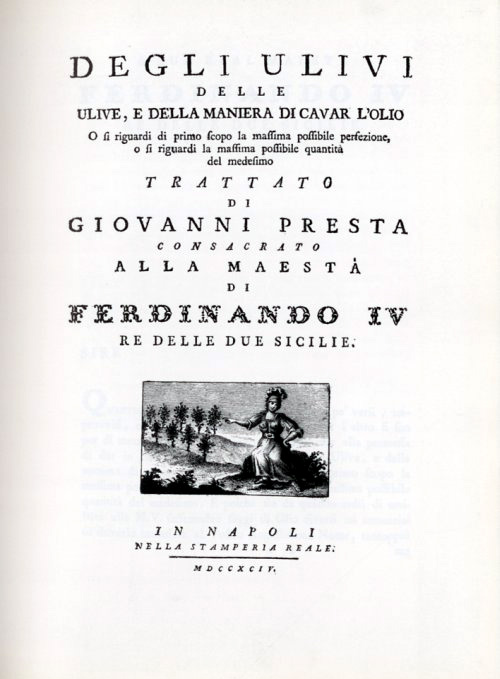
Degli ulivi, delle ulive, e della maniera di cavar l'olio von Giovanni Presta, Neapel 1794

### Überblickswerke, Handbücher
- Gerald Rimbach, Jennifer Möhring, Helmut F. Erbersdobler: Speiseöle. Lebensmittel-Warenkunde für Einsteiger. 2. Auflage. Springer-Lehrbuch, Berlin/Heidelberg 2015, ISBN 978-3-662-46279-9.
- Jacques Chibois, Olivier Baussan: Das Buch vom Olivenöl. Collection Rolf Heyne, Grünwald 2000, ISBN 3-89910-036-0.
- Vito Sciancalepore: L’olio vergine d’oliva. Un approccio alla valorizzazione. Hoepli, Mailand 2002, ISBN 978-88-203-3076-7.
- Zeev Wiesman: Desert Olive Oil Cultivation. Academic Press, 2009, ISBN 0-080-92142-6 (eingeschränkte Vorschau in der Google-Buchsuche).
- Zeffiro Ciuffoletti: Olio. Tesoro del Mediterraneo. Fratelli Alinari, Florenz 2004, ISBN 978-88-7292-471-6.
- Ina Willenberg, Torben Küchler: Qualität und Vermarktung von Olivenölen in der Europäischen Union. Deutsche Gesellschaft für Fettwissenschaft, Oktober 2023 (online als PDF; 930 kB).
- Hans-Jochen Fiebig, Torben Küchler: Qualität und Vermarktung von Olivenölen in der Europäischen Union. Deutsche Gesellschaft für Fettwissenschaft, Februar 2016 (archivierte Kopie [Memento vom 6. März 2016 im Internet Archive; PDF; 509 kB]), auf dgfett.de.
- Paul M. Vossen: Organic Olive Production Manual. University of California, Oakland (CA) 2007, ISBN 978-1-60107-440-9.
- G. Steven Sibbett, Louise Ferguson: Olive production manual. University of California, 2005, ISBN 978-1-879906-14-3.
- Paul Vossen: Growing Olives for Oil. In: Ramón Aparicio, John Harwood (Hrsg.): Handbook of Olive Oil. Analysis and Properties. 2. Auflage, Springer New York, New York (NY) 2013, ISBN 978-1-4614-7776-1, S. 19–56 (doi:10.1007/978-1-4614-7777-8).

### Bibliographien
- Giacinto Donno: Bibliografia sistematica dell’olivo e dell’olio di oliva. Ramo editoriale degli agricoltori. Rom 1943, (Nachdruck G. Zazzera, Lodi 1997, ISBN 978-88-97932-20-8).

### Ältere Werke
- Giuseppe Tavanti: Trattato teorico-pratico completo sull’Ulivo che comprende la sua istoria naturale e quella della sua cultura …. Florenz 1819, archive.org.
- Giovanni Presta: Degli ulivi, delle ulive, e della maniera di cavar l'olio. Neapel 1794.